# Dmytro Donzow

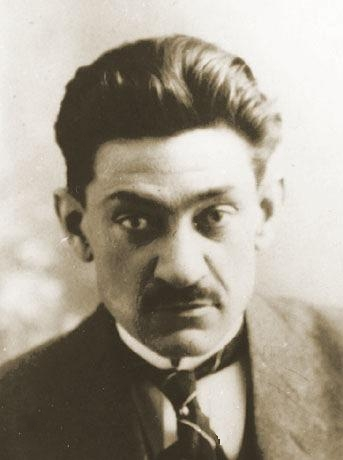
Dmytro Donzow

Dmytro Iwanowytsch Donzow (ukrainisch Дмитро Іванович Донцов; englische Umschrift: Dmytro Dontsov; * 29. August 1883 in Melitopol, Gouvernement Taurien, Russisches Kaiserreich; † 30. März 1973 in Montreal, Kanada) war ein ukrainischer Jurist und Publizist. Er wird als einflussreichster Ideologe der Organisation Ukrainischer Nationalisten angesehen.

## Leben

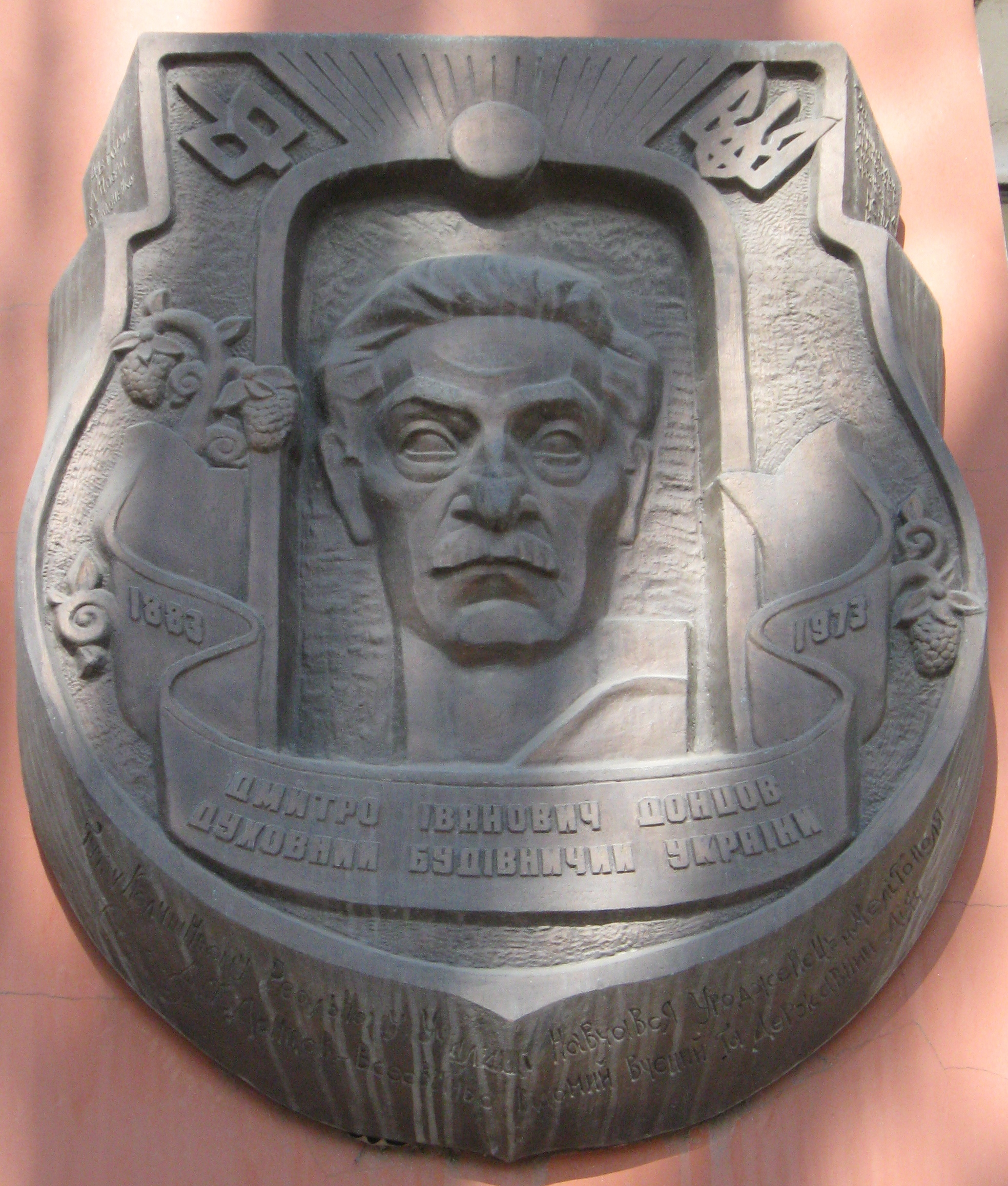
Gedenktafel für Dmytro Donzow in Melitopol

Donzow wuchs als Sohn eines Kaufmanns in der heutigen Südukraine auf. Nach der Realschule in seiner Heimatstadt Melitopol besuchte er das Gymnasium in Zarskoje Selo (heute Puschkin), wo er 1902 die Reifeprüfung ablegte. Anschließend studierte er Rechtswissenschaften an der Universität Sankt Petersburg. 
Zunächst ein Anhänger des Marxismus, gehörte Donzow 1900 zu den Gründern der Revolutionären Ukrainischen Partei (RUP) und trat 1905 der Ukrainischen Sozialdemokratischen Arbeiterpartei (USDRP) bei. Seine journalistische Karriere begann er 1906 bei der Zeitung Ukrainskaja schysn („Ukrainisches Leben“) in Moskau. Wegen seiner politischen Aktivität wurde er mehrfach inhaftiert, 1908 saß er für acht Monate im Gefängnis. Als er auf Kaution freikam, floh er ins damals österreichische Galizien. 
Donzow setzte sein Studium an der Universität Wien fort. In Wien lernte er Marija Batschynska kennen, die er 1912 heiratete. Er beendete sein Studium in Lemberg. Dort widmete er sich stärker den ukrainischen Unabhängigkeitsbestrebungen, die er publizistisch unterstützte.
Aus der USDRP trat Donzow 1914 aufgrund von Konflikten über die nationale Frage und seine ausgesprochen anti-russische Haltung aus. Er gründete die Union für die Befreiung der Ukraine (SBU), die eine österreichfreundliche Position vertrat, und wurde deren Vorsitzender. Die Zeit des Ersten Weltkriegs verbrachte er in Berlin, wo er bei deutschen Regierungskreisen für die Idee einer unabhängigen Ukraine warb, und in Bern, wo er ein Zentrum für Emigranten organisierte. Er promovierte 1917 in Lemberg zum Dr. jur. Anfang 1918 ging er nach Kiew, wo Pawlo Skoropadskyj als Hetman mit Unterstützung der Mittelmächte einen Ukrainischen Staat ausrief, unter dessen Regierung Donzow die Telegraphenverwaltung leitete. Von 1919 bis 1921 leitete er das Pressebüro in der diplomatischen Vertretung der Ukrainischen Volksrepublik in Bern.

In Lemberg, das in der Zwischenkriegszeit nach dem Polnisch-Ukrainischen Krieg zur Republik Polen gehörte, leitete er von 1922 bis 1932 die traditionsreiche Zeitschrift Literarisch-wissenschaftlicher Herold. Von 1933 bis 1939 gab er die Nachfolgepublikation Wistnyk heraus. Er wurde zum Befürworter eines „integralen Nationalismus“: Der Einheit (sobornist) im Sinne der Vereinigung aller ukrainischen Siedlungsgebiete in einem ukrainischen Nationalstaat und Unabhängigkeit der Ukraine sollten alle übrigen politischen Ziele untergeordnet werden. Erreicht werden sollte dieses Ziel mit amoralnist („Amoralität“), das heißt Abwesenheit moralischer Kriterien bei der Wahl der Bündnispartner, solange diese gegen groß-russische Bestrebungen gerichtet waren. In seinem 1926 erschienenen Buch Nazionalism („Nationalismus“) forderte er: 

„Anstelle von Pazifismus (…) – die Idee von Kampf, Expansion, Gewalt (…) Anstelle von Skeptizismus, Mangel an Glauben und Charakter – ein fanatischer Glaube an die eigene Wahrheit, Exklusivität, Härte. Anstelle von Partikularismus, Anarchismus und Demo-Liberalismus – die Interessen der Nation über allem, (…) und die Unterordnung des Individuums unter das Nationale.“

Donzow griff Ideen von Friedrich Nietzsche, Georges Sorel und Charles Maurras auf. Er wurde zum wichtigsten Ideengeber der 1929 gegründeten Organisation Ukrainischer Nationalisten (OUN), jedoch kein Mitglied dieser Organisation. Ab den 1930er-Jahren entwickelte er eine Zuneigung zu den Achsenmächten, er übersetzte Werke von Mussolini und Hitler ins Ukrainische und stellte den deutschen NS-Staat als Vorbild für eine unabhängige Ukraine dar. Einen Tag nach Ausbruch des Zweiten Weltkriegs, am 2. September 1939, inhaftierten die polnischen Behörden Donzow im Gefangenenlager Bereza Kartuska. Ihm gelang die Flucht und er emigrierte nach Rumänien, in Bukarest gab er 1940 bis 1941 die Zeitschrift Batawa heraus. Dann zog er ins deutsch besetzte Prag, wo er Artikel über die Ukraine für deutsche Publikationen schrieb.
1945 wanderte Donzow über Paris und London in die Vereinigten Staaten aus. Ab 1947 lebte er im kanadischen Montreal, wo er an der Universität 1949 bis 1952 ukrainische Literatur lehrte. Während er die positive Haltung zu den Achsenmächten aus seinen späteren Werken entfernte, blieb er im Wesentlichen seiner zwischen den Weltkriegen gefassten Ideologie treu. Er verstarb am 30. März 1973 in Montreal und wurde auf dem Friedhof der ukrainisch-orthodoxen St. Andrew Memorial Church in  South Bound Brook, New Jersey, Vereinigte Staaten beerdigt.

## Werke
Eine unvollständige Auswahl seiner Werke, u. a.:
- Groß-Polen und die Zentralmächte. Berlin 1915.
- Die ukrainische Staatsidee und der Krieg gegen Russland. Berlin 1915. (Digitalisat)
- Українська державна думка і Європа Ukrajinska derschawna dumka i Jewropa, (englisch: Ukrainian Political Thought and Europe), 1919.
- Націоналізм Nazionalism, (englisch: Nationalism), 1926.
- Дурман соціалізму Durman sozialismu, (englisch: The Intoxicant of Socialism), 1936.
- Росія чи Европа Rosija tschy Ewropa, (englisch: Russia or Europe), London 1955. (Die falsche Schreibung Европа Ewropa statt Європа Jewropa, wie sie im originalen Bildtitel erscheint, wird in einigen Online-Quellen korrigiert.)[9]
- Der Geist Russlands. Schild-Verlag, München 1961 (mit Vorwort von J. F. C. Fuller).